# Bernabe de Guzman
Bernabe de Guzman (Bauang, 15 juli 1882 - ?) was een Filipijns politicus.

## Biografie
Bernabe de Guzman werd geboren op 15 juli 1882 in Bauang in de Filipijnse provincie La Union. Hij was een zoon van Pelayo de Guzman en Graciana Florendo. Hij voltooide een Bachelor of Arts-diploma aan de Liceo de Manila en behaalde een bachelor-diploma rechten aan de University of Santo Tomas.
Bij de Filipijnse verkiezingen van 1916 werd De Guzman namens het 5e kiesdistrict van Pangasinan gekozen in het Filipijns Huis van Afgevaardigden. Bij de verkiezingen van 1919 werd De Guzman namens het 2e Senaatsdistrict gekozen in de Senaat van de Filipijnen met een termijn tot 1925. In 1934 werd De Guzman gekozen tot afgevaardigde van de Constitutionele Conventie waar de Filipijnse Grondwet van 1935 werd ontworpen.
De broer van Bernabe de Guzman, Alejandro de Guzman was van 1928 tot 1931 ook senator.